# T.O.P.
T.O.P. er et musikalbum fra 1993 af soul/funk-bandet Tower of Power. Albummet indeholder 14 numre.